# Infusion (berg- och dalbana)
Infusion är en berg- och dalbana i nöjesparken Pleasure Beach Blackpool. Banan togs i drift 2 maj 2007.